# Bellevalia ciliata
Bellevalia ciliata är en sparrisväxtart som först beskrevs av Domenico Maria Leone Cirillo, och fick sitt nu gällande namn av Theodor Friedrich Ludwig Nees von Esenbeck. Bellevalia ciliata ingår i släktet Bellevalia och familjen sparrisväxter. Inga underarter finns listade i Catalogue of Life.